# 高建进
高建进（1950年—），女，籍贯不详，中华人民共和国音乐教育家，中央音乐学院音乐教育系第一任系主任。中国国家副主席李源潮的夫人。

## 简历
高建进1967年毕业于上海市南洋模范中学。1979年，毕业于上海音乐学院音乐研究室西方音乐史专业。毕业后留校任教。后来曾任中央音乐学院附中理论学科主任。1998年，出任中央音乐学院音乐学系音乐教育教研组长。1999年起，担任中央音乐学院音乐教育系第一任系主任。高建进是南京师范大学特聘教授、中央音乐学院音乐教育系教授、博士生导师。她在中央音乐学院开设西方音乐教育史、教学法、教学实习等课程。
高建进是中央音乐学院音乐教育系的学科带头人，系统引进了奥尔夫、达尔科罗兹、科达伊国际三大音乐教育体系，开展新式学校音乐教育实验。2005年，获“区永熙音乐教育奖”。2008年，获中华人民共和国教育部“宝钢教育奖”。2008年，“高等音乐学院音乐教育体系综合改革实验”获北京市教育教学成果奖（高等教育）一等奖。该实验项目还获得了2009年第六届高等教育国家级教学成果奖二等奖。2011年起，中央音乐学院音乐教育系开办“国家教育体制改革试点项目——学校音乐教育新体系培训班”，高建进等担任培训班教师。

## 著作
- 〔英〕德赖维尔 著，高建进 译，达尔克罗斯体态律动学入门，安徽文艺出版社，1986年
- 〔匈〕爱尔佐波特·索妮 著，高建进 译，音乐的读与写，中央音乐学院出版社，2008年
- 〔匈〕爱尔佐波特·索妮 著，高建进 译，科达伊教学原理与实践——通向音乐教育之门，中央音乐学院出版社，2009年
- 〔匈〕佐尔坦·科达伊  著，高建进 译，儿童合唱教程1：娃娃的歌，中央音乐学院出版社，2009年

高建进编著、翻译的教材还有《西方音乐教育简史》等等。

## 家庭
- 丈夫：李源潮[2]，前任中共中央政治局委员、中华人民共和国副主席。
  - 儿子：李海进[5]。